# Proterospastis homestia
Proterospastis homestia är en fjärilsart som beskrevs av Edward Meyrick 1908. Proterospastis homestia ingår i släktet Proterospastis och familjen äkta malar. Inga underarter finns listade i Catalogue of Life.